# 瓦赫拉約赫山
21°50′0″S 66°36′43″W / 21.83333°S 66.61194°W
瓦赫拉約赫山（Waqrayuq），是玻利維亞的山峰，位於該國西南部波托西省的南利佩斯省，處於帕科奧爾科山東南面和莫羅科山西北面，屬於安第斯山脈的一部分，海拔高度5,362米。